# Manuel Tort i Martí
Manuel Tort i Martí (Ripollet, Vallès Occidental, 7 d'abril de 1927 - Barcelona, 6 de juliol de 2020) va ser un sacerdot i escriptor català.
Va estudiar al seminari de Barcelona i es llicencià en filosofia i lletres a la Universitat de Barcelona. Ordenat sacerdot catòlic l'11 juliol de 1954 al Monestir de Montserrat, va exercir a Esparreguera, Barcelona (Sant Carles Borromeo, Mare de Déu de Montserrat, de Sant Joan de Gràcia, Corpus Christi i Sant Miquel dels Sants), i Sant Vicenç de Vallromanes. Fou professor de literatura al Seminari Menor Diocesà Nostra Senyora de Montalegre, a la Conreria. També va ocupar diversos càrrecs eclesiàstics com a director de catequesi, delegat d'ensenyament, consiliari dels Lluïsos i president del col·legi de Rectors de Barcelona. Es jubilà el 2002.
Va publicar nombrosos llibres de poesia, història i sobre aspectes de la fe cristiana. Entre els llibres de poesia hi ha Amics i enamorats (1982), Romeu del vent i El gust del temps (1999) i en prosa "¡Viure, quina joia!", "Marial" i Guerra incivil, que va establir un terme per referir-se a la Guerra civil espanyola que més tard han fet servir altres historiadors.